# 잡는꼬리후티아
잡는꼬리후티아(Mysateles prehensilis)는 후티아과에 속하는 설치류의 일종이다. 쿠바에서 발견된다. 나무 위에서 생활하는 초식 동물이다. 핵형은 2n=34와 FN=54-56을 가진다. IUCN 적색 목록에서 취급근접종으로 분류하고 있다.